# 米沢上杉まつり
米沢上杉まつり（よねざわうえすぎまつり）は、山形県米沢市で毎年4月終わりから5月初め（ゴールデンウィーク期間）に開催される祭りである。

## 概要
雪国として知られる米沢に春を告げる伝統行事として行われている。

## 歴史
戦前から行われていた祭りで、上杉まつりは昔から「県社（上杉神社）のまつり」や「城下のまつり」として親しまれていた。当時は4月28日から4月30日までの3日間の開催で、神輿渡御は4月28日におこなわれていた。米沢市民にとってまつりは明治時代の頃から米沢の重要な祝日となっていた。戦争の加速後祭りは一時的に消滅したが、戦後である1947年頃から再び開催されるようになった。1966年より現在のような形での開催となる。
2011年は東日本大震災の影響で春ではなく秋に開催された。2020年は新型コロナウイルスの感染拡大の影響で秋に延期することを3月に発表。しかし、出演者や観客の三密防止対策が難しいことなどを理由に6月になせばなる秋まつりと共に中止が発表された。2021年も新型コロナウイルスの感染拡大が収まらないことから延期を発表し、雰囲気をオンラインで味わえるよう無観客で撮影した映像を動画投稿サイトでライブ配信するといったイベントを開催した。2022年、新型コロナウイルスの感染防止対策として人数を減らし、3年ぶりに開催した。2023年、コロナ前の参加人数の水準で通常開催された。

## イベントスケジュール
4月29日 - 開幕祭
例大祭と開幕パレードが行われる。4月29日は上杉謙信公の命日にあたる。
2025年の開幕祭では東京ディズニーリゾートのキャラクター8体が登場するパレードが行われた。
5月2日 - 武禘式
夕方を目安に行われる。上杉謙信が合戦前に必ず行ったという軍の守護神を招くための儀式である
5月3日 - 上杉軍団行列 → 川中島の合戦
午前中に上杉軍団行列とみこし渡御が米沢市内の目抜き通りを練り歩く。2つの軍が合流すると人数は総勢千数百人にのぼる。午後に上杉軍と武田軍が激突する「川中島合戦」を再現したものが松川河川敷（最上川沿い）を会場にして行われる。総勢約700人もの人数で再現される。当日は川中島合戦有料桟敷席も用意される。
上杉軍団行列の上杉謙信役は基本的に男性であったが、2025年開催の上杉軍団行列では女性が上杉のモデルを初めて務めた。
この他に関連催事及び協賛事業がある。

## 参照
1. ↑  “米沢の春まつり”. 山形県米沢市《米沢上杉まつり》公式ホームページ. 2019年5月14日閲覧。
2. 1 2 3  “米沢上杉まつりが中止　66年以降初、秋まつりも｜山形新聞”. 山形新聞 (山形新聞社). (2020年6月26日) 2020年6月26日閲覧。
3. ↑  “米沢上杉まつりは延期　新型肺炎の感染拡大受け｜山形新聞”. 山形新聞 (山形新聞社). (2020年3月16日) 2020年6月26日閲覧。
4. ↑  “米沢上杉まつりの中止決定　秋の「なせばなる秋まつり」も　米沢市長「やむを得ない」”. FNNプライムオンライン. (2020年6月25日) 2020年6月26日閲覧。
5. ↑  “「米沢上杉まつり」の雰囲気堪能　延期受け、イベント生配信”. 山形新聞 (株式会社山形新聞社). (2021年5月3日) 2021年5月6日閲覧。
6. ↑  “米沢で3年ぶり「川中島合戦」　上杉まつり最終日、両軍激突”. 共同通信 (一般社団法人共同通信社). (2022年5月3日) 2022年7月25日閲覧。
7. ↑  “上杉、武田の戦い再現　コロナ前の活気戻る”. 産経ニュース (株式会社産業経済新聞社). (2023年5月3日) 2023年5月21日閲覧。
8. ↑  “ディズニーパレード米沢で 上杉まつり開幕祭”. 読売新聞オンライン (株式会社読売新聞社). (2025年2月27日) 2025年5月1日閲覧。
9. ↑  “米沢でディズニーパレード 上杉まつり開幕”. 読売新聞オンライン (株式会社読売新聞社). (2025年4月30日) 2025年5月1日閲覧。
10. ↑  “総勢700人の川中島合戦！米沢「上杉まつり」上杉軍と武田軍の死闘が蘇る”. LINEトラベルjp 旅行ガイド. 2019年5月14日閲覧。
11. ↑  “山形県の米沢上杉まつり「上杉軍団行列」で女性初の上杉謙信役！新潟市中央区のモデル五十嵐幸子さん”. 新潟日報デジタルプラス (株式会社新潟日報社). (2025年5月2日) 2025年5月3日閲覧。